# Marie Kiesel
Marie Kiesel, eigentlich Marie Walter (* 25. August 1851 in Wien; † 10. Oktober 1926 ebenda) war eine österreichische Sängerin.

## Leben
Einer unehelichen Verbindung entstammt, trat Marie Walter bereits mit 13 Jahren in verschiedenen Heurigen-Lokalen im Wiener Vorort Ottakring als Sängerin auf. Nachdem sie einige Jahre als Solistin meistenteils Wienerlieder zum Vortrag gebracht hatte, trat sie ab 1872 beruflich auf. Von ihrem langjährigen Duettpartner, dem Fleischhauer Kiesel, stammt ihr Pseudonym (belegbar ab 1887). Sie sangen nicht nur zusammen, sondern hatten auch einige Tänze in ihrem Repertoire, darunter den Weanatanz.
Daneben hatte sie auch Auftritte mit den Jodel-Künstlern Brath und Horvath oder dem Sänger Josef Bratfisch. Gelegentlich wurde sie auch von den Brüdern Johann und Josef Schrammel begleitet, welche die später nach ihnen benannte Schrammelmusik spielten.
Kiesels Auftritt galt als einer der Höhepunkte der Internationalen Theater- und Musikausstellung 1892 in Wien. Im darauffolgenden Jahr unternahm sie eine erfolgreiche Tournee durch die Vereinigten Staaten. Am 1. September 1897 heiratete sie den Musiker Hans von Koerber (bürgerlich Johann Moritz Ernst Körber, 1. September 1872, Wien – 7. Mai 1939, Wien), mit dem sie ebenfalls regelmäßig auftrat.
Nach dem Ersten Weltkrieg konnte Kiesel nicht mehr an ihre früheren Erfolge anknüpfen und zog sich schon bald ins Privatleben zurück.